# Den kärleken
Denna artikel handlar om Tove Lefflers roman Den kärleken. För Anne Charlotte Lefflers drama med samma namn, se Den kärleken!. För den norska filmen från 1941, se Den kärleken, den kärleken!.
Den kärleken är en roman av den svenska författaren och journalisten Tove Leffler. Boken är hennes romandebut och utgavs 2010 på förlaget Atlas.
Romanen bygger på den svenska författaren Anne Charlotte Lefflers liv och gärningar, en avlägsen släkting till Tove Leffler. Den kärleken aspirerar dock inte på att berätta sanningen om Anne Charlotte Leffler.

## Handling
Berättelsen kretsar kring Anne Charlotte Lefflers konvenansäktenskap och den resa genom Europa som hon beger sig ut på för att fly från detta.

## Mottagande
I Svenska Dagbladet mottog Den kärleken en mestadels kritisk recension av anmälaren Erik Löfvendahl. Han skrev "Som hyggligt påläst om de specifika omständigheterna som var förhärskande inom litteraturen mot det slutande 1880- talet, kan jag i efterhand uppleva Tove Lefflers berättelse som en mångfasetterad fördjupning, men romanen står dessvärre inte på egna ben. Jag skulle vilja påstå att detta beror på en typografisk, textuell omständighet." Han fortsatte: "Jag har aldrig förut läst en bok så tryfferad med kursiveringar, fetstil och parenteser. Vid något tillfälle har författaren till och med strukit under sin fetstil. Texten skriker ibland högt i denna bok: detta är viktigt, detta är ännu viktigare." Mot slutet av sin recension berömde han dock Lefflers förmåga att gestalta.
I Östgöta Correspondenten lovordades Leffler av recensenten Margareta Wiman, där hon kallade boken för "En inlevelsefull, vacker, problematiserande och dialogisk/scenisk roman." Hon anförde dock att den var "typografiskt förvirrande".

## Utgåvor
- Leffler, Tove (2010). Den kärleken. Stockholm: Atlas. Libris 11655625. ISBN 978-91-7389-376-3
- Leffler, Tove (2010). Den kärleken. Johanneshov: TPB. Libris 12590824

### Fotnoter
1. ↑  ”Den kärleken”. Kungliga biblioteket. http://libris.kb.se/hitlist?d=libris&q=tove+leffler+den+k%C3%A4rleken&f=simp&spell=true&hist=true&p=1. Läst 4 december 2012.
2. ↑  ”Den kärleken”. Atlas. http://www.bokforlagetatlas.se/bok/den_karleken/. Läst 4 december 2012.
3. 1 2  Löfvendahl, Erik (12 maj 2010). ”Faktatät bok om modig anmoder”. Svenska Dagbladet. http://www.svd.se/kultur/litteratur/faktatat-bok-om-modig-anmoder_4706049.svd. Läst 4 december 2012.
4. ↑  Wiman, Margareta (31 maj 2010). ”Tove Leffler: Den kärleken”. Östgöta Correspondenten. Arkiverad från originalet den 3 december 2020. https://web.archive.org/web/20201203202237/https://corren.se/kultur/bocker/artikel.aspx?articleid=5231182. Läst 4 december 2012.